# دالتون (إلينوي)
دالتون (بالإنجليزية: Dolton)‏ هي قرية تقع في الولايات المتحدة في مقاطعة كوك، إلينوي. يقدر عدد سكانها بـ 23,153 نسمة .

## أعلام
- ديريك نيدام
- جين لنتش
- ريغي هايوارد